# Nikola Mitrović
Nikola Mitrović (Kruševac, Serbia, 2 de enero de 1987) es un futbolista serbio que juega de centrocampista en el Budapesti V. S. C. de la Nemzeti Bajnokság II.

## Selección
Ha sido internacional con la selección de Serbia en una ocasión.

## Clubes
| Club                   | País       | Año       | Part. | Goles |
| ---------------------- | ---------- | --------- | ----- | ----- |
| Napredak Kruševac      | Serbia     | 2008      | ?     | 2     |
| F. C. Volga            | Rusia      | 2009      | 20    | 2     |
| Napredak Kruševac      | Serbia     | 2009-2010 | 14    | 2     |
| Újpest F. C.           | Hungría    | 2010-2011 | 29    | 1     |
| Videoton F. C.         | Hungría    | 2011-2013 | 55    | 7     |
| Maccabi Tel Aviv F. C. | Israel     | 2013-2015 | 81    | 4     |
| Shanghái Shenxin       | China      | 2016      |       |       |
| Bnei Yehuda            | Israel     | 2016      | 16    | 0     |
| Anorthosis Famagusta   | Chipre     | 2017      | 14    | 1     |
| Napredak Kruševac      | Serbia     | 2017      |       |       |
| Wisła Cracovia         | Polonia    | 2018      |       |       |
| Keshla F. K.           | Azerbaiyán | 2018-2019 |       |       |
| Zalaegerszegi T. E.    | Hungría    | 2019-2020 |       |       |
| Újpest F. C.           | Hungría    | 2020-2022 |       |       |
| Budapest Honvéd F. C.  | Hungría    | 2022-2023 |       |       |
| Budapesti V. S. C.     | Hungría    | 2023-     |       |       |

## Palmarés

### Títulos nacionales
| Título          | Club         | País    | Año  |
| --------------- | ------------ | ------- | ---- |
| Copa de Hungría | Újpest F. C. | Hungría | 2021 |